# Václav Záruba mladší z Hustířan
Václav Záruba mladší, svobodný pán z Hustířan (1575 – 20. července 1632) byl český šlechtic z rodu Zárubů z Hustířan.

## Životopis
Václav Záruba mladší se narodil Bohuslavu Zárubovi z Hustířan, po kterém roku 1591 zdědil Třebovětice. Byl členem Jednoty bratrské. Dne 15. dubna 1606 koupil od Adama z Valdštejna za 50 001 kop míšeňských branské panství i s polovinou města Jilemnice a dalších vesnic. V roce 1612 koupil od rytíře Viléma Miřkovského ze Stropčic podíly Horní a Dolní Branné, které náležely k vrchlabskému panství a zakoupil od rytíře Kapouna ze Svojkova díl vesnice Zálesní Lhota.
Právě na hornobranském zámku poskytoval, spolu se svou manželkou Angelinou, pocházející z rakouského rodu Zelkingů, přístřeší Kristině Poniatowské, která údajně trpěla náboženskými i politickými vizemi. Zde ji roku 1627 několikrát přišel navštívit i Jan Amos Komenský, kterému manželé později poskytovali úkryt před odchodem z Čech.
V této době však již byl odsouzen za účast na stavovském povstání k manství a konfiskaci majetku, bylo mu však dovoleno užívat svůj zámek. V roce 1628 bylo jeho panství prodáno, stejně jako mnoho dalších statků, Albrechtu z Valdštejna.
Václav Záruba mladší z Hustířan zemřel dne 20. července 1632, jeho manželka pak 3. dubna 1639. Jsou pohřbeni v kostele svatého Bartoloměje v Lanžově v mramorových náhrobcích s vyzlacenými texty z Bible v češtině, latině a němčině.

## Rodina
Zárubovou manželkou byla baronka Angelina (Engelburka) z rakouského rodu Zelkingů. Jejich jediná dcera, Johanna Uršula se provdala za Jiřího Jetřicha Grodeckého. Manželé později získali od Albrechta z Valdštejna zámek Studenec.